# Pennisetum petiolare
Pennisetum petiolare är en gräsart som först beskrevs av Ferdinand von Hochstetter, och fick sitt nu gällande namn av Emilio Chiovenda. Pennisetum petiolare ingår i släktet borstgräs, och familjen gräs. Inga underarter finns listade i Catalogue of Life.